# Dalibor Bartulović
| Dalibor Bartulović         | Dalibor Bartulović  |
| -------------------------- | ------------------- |
| Künstlername:              | Shorty              |
| Geboren am:                | 27. Juni 1980       |
| Geburtsort:                | Vinkovci            |
| Genre:                     | Hip-Hop / Rap       |
| Alben                      |                     |
| 2004                       | 1,68                |
| 2007                       | Moj jedini način    |
| 2009                       | Veličina nije bitna |
| Sonstige Informationen     |                     |
| Co-Produktionen u. a. mit: | Edo Maajka, Colonia |
| Label                      | Croatia Records     |

Dalibor Bartulović (* 27. Juni 1980 in Vinkovci, SFR Jugoslawien), bekannt unter dem Künstlernamen Shorty, ist ein kroatischer Hip-Hop-Künstler. Er veröffentlichte sein Debütalbum 1,68 im Jahr 2004, wobei der Name des Albums auf seine Körpergröße anspielt. Das bekannteste Lied dieses Albums war die Single Dođi u Vinkovce.

## Geschichte
Dalibor Bartulović kam zu seinen ersten Erfahrungen mit der Hip-Hop-Musik durch die Hip-Hop-Sendung The Black-Thing die in den 1990er Jahren im slawonischen Radio VFM lief. Dort hatte Bartulović seine ersten Auftritte und gründete gegen Ende der 1990er mit seinem Freund die Gruppe B2, die sich allerdings nur kurz hielt, da beide unterschiedliche Vorstellungen hinsichtlich des Hip-Hop-Stils hatten. Nachdem jedoch Edo Maajka von der Musik der Gruppe gehört hatte, lud er Bartulović für Gastauftritte zu seinen Konzerten ein und stellte auch den Kontakt zum Label Aquarius Records her.
Unter diesem Label veröffentlichte Shorty im Jahr 2004 sein Debütalbum 1,68. Zwei Lieder dieses Albums, Zeka und Dođi u Vinkovce, wurden Top-Ten-Hits in den meisten Radiostationen des Landes. Mit dem Lied Marija seines zweiten Albums gewann er den Hörerpreis beim 11. kroatischen Radiofestival. Sein drittes Album, Veličina nije bitna, wurde im Sommer 2009 von Croatia Records veröffentlicht.

## Weitere Informationen
Bartulović verwendet bei seinen Liedern teilweise Elemente aus der kroatischen bzw. slawonischen Folklore wie bspw. die Tamburica. Seine Lieder sind oft Co-Produktionen mit in slawonischen Folklorekreisen bekannten Personen wie Miroslav Stivić. Weitere Co-Produktionen gab es u. a. mit Colonia, Edo Maajka, Ivana Kindl und Jacques Houdek.
Da Bartulović während des Kroatienkriegs die Kriegsjahre in Vinkovci verbrachte, thematisieren einige seiner Lieder das Trauma des Krieges wie auch die Folgen, etwa in den Liedern Dođi u Vinkovce und Dok Dunav… Bartulović schreibt auch häufig humorvolle Texte, die sich teilweise gegen die Musikrichtung des Turbo-Folk richten.